# Kara-tenger
A Kara-tenger a Jeges-tenger egyik peremtengere, Nyugat-Szibériától északra, Oroszország Novaja Zemlja (Új-föld-) és Szevernaja Zemlja (Északi-föld-) nevű szigetei között.

## Fekvése, földrajzi helyzete
Területe: 883 000 km² (a szigetekkel együtt 893 000 km²), víztömege 98 000 km³ (104 km³). 
Közepes mélysége 111 m (118 m), legnagyobb mélysége: 620 m (a Szent Anna-katlanban). 
Nyugaton a Vajgacs-sziget és a Novaja Zemlja keleti partvidéke határolja, a Barents-tengerrel pedig a Jugorszkij-sar és a Kara-szoros köti össze. Északnyugaton nyílt vizen a Barents-tengerrel érintkezik, északon az óceánba megy át. Keleti határa a Szevernaja Zemlja-szigetcsoport és a Tajmir-félsziget, a Laptyev-tengerrel pedig a Vilkickij-és  a Sokalszkij-szoros köti össze. 
Legnagyobb része a sekély kontinentális talapzaton fekszik, a Központi-Kara-plató csupán 50-100 m mély. Mélyebb részei: nyugaton a Novaja Zemlja (Új-föld-szigetek) keleti partjai mentén húzódó teknő, valamint a messzi északon található Szvjataja Anna- (Szent Anna-) katlan (legnagyobb mélysége 620 m) és Voronyin-katlan (legnagyobb mélysége 420 m).  
Partvidéke rendkívül tagolt. Partjainak hosszát a szárazföldbe mélyen benyúló öblök a többszörösére növelik. A legnagyobb öblök (nyugatról kelet felé haladva):
- Bajdarata-öböl
- Ob-öböl és az ide nyíló Taz-öböl
- Gidai-öböl
- Jenyiszej-öböl

A partok közelében fekvő, a szárazföldtől egykor levált szigetek közül a jelentősebbek:
- Belij- (Fehér-) sziget – a Jamal-félszigettől északra
- Sokalszkij-sziget – a Gidai-félsziget északi csúcsánál
- Szibirjakov-sziget – a Jenyiszej-öböl kijáratánál
- Vilkickij-sziget
- Russzkij- (Orosz-) sziget – keleten, a Tajmir-félszigettől északra
- A szárazföldtől távoli, északi részek viszonylag nagyobb szigetei: a Vize-, a Smidt- és az Usakov-sziget.

A Kara-tenger vízgyűjtő területe hatalmas. Ide tartozik többek között az Ob (vele az Irtis) és a Jenyiszej (vele az Angara és a Bajkál-tó) vízgyűjtő területe is. A tengerbe, illetve öbleibe ömlő legnagyobb folyók: az Ob, a Jenyiszej, a Taz, a Pur, a Nadim, a Pjaszina, Messzojaha, Juribej (Jamal-félsziget), Juribej (Gidai-félsziget).

## Éghajlat, vízhőfok, sótartalom
A Kara-tenger nyugati „szomszédjánál”, a Barents-tengernél jóval hidegebb. Ide már nem ér el a Golf-áramlat jótékony hatása. Hosszú és kemény a tél, keleten jóval hidegebb, mint nyugaton. A jégképződés északon már szeptemberben, délen októberben kezdődik. Északon a tenger az őszi-téli időszakban teljesen befagy, ott a jég a rövid nyáron sem olvad el teljesen. 
A parti jég mozdulatlan; évente frissen képződik és évente elolvad. Beljebb a tengeren több éves sarki jégtáblák úsznak, és az erős északi szél hatalmas jéghegyeket sodor. 
A legmelegebb nyári hónapokban a jégmentes részek felületén a víz hőmérséklete 3–6 °C, a jég alatt azonban alig több 0 °C-nál. A partoknál, ahová nyáron a folyókról sok édesvíz érkezik, gyorsabb az olvadás, a víz 6–12 °C –ig is felmelegszik. A víz sótartalma a folyótorkolatok közelében csak néhány ezrelék; észak felé fokozatosan eléri a "normális" 32–35 ezreléket.
Az árapály mértéke nem jelentős, csak 50–80 cm, az Ob-öbölben meghaladja az egy métert; télen a jég miatt a dagály ennél kisebb.

## Gazdasági hasznosítás
Gazdasági vonatkozásban a Jeges-tenger oroszországi peremtengerein, így a Kara-tengeren is nagy jelentőségű a teherforgalom. Többek között kőolaj- és földgáz kitermeléséhez szükséges berendezéseket szállítanak a Jamal-félszigetre és az északi körzetek ellátását is részben vízi úton biztosítják. A legfontosabb tengerparti kikötő: Dickson; jelentős az Ob-öböl nyugati partján kiépült Novij Port is. Hajózási szempontból a Kara-tengerbe ömlő folyók közül az Ob és a Jenyiszej mellett még a Pjaszina- és a Tajmira-folyó jelentős szerepe említhető. 
A kontinentális talapzat alatt hatalmas földgázvagyon rejtőzik. Kitermelése a távolabbi időben várható.